# Isola di San Paolo
Isola di San Paolo ist eine kleine Insel im Iseosee in der italienischen Region Lombardei. Sie ist in Privatbesitz.

## Geografie
Die Isola di San Paolo liegt im Iseosee gut 500 Meter südlich der größeren Insel Monte Isola. Sie ist von Ost nach West rund 120 Meter lang und bis zu 60 Meter breit, die Fläche beträgt etwa 0,56 Hektar (5600 Quadratmeter). Administrativ rechnet sie zur Gemeinde Monte Isola.

## Geschichte
Die Insel befindet sich im Privatbesitz der Familie Beretta, der eine der größten Waffenschmieden Italiens, die Fabbrica d’Armi Pietro Beretta, gehört. Die Villa auf der Insel wurde vom italienischen Architekten Egidio Dabbeni (1873–1964) umgebaut, der auch die Villa Beretta im nahen Ort Gardone Val Trompia, dem Sitz der Familie, realisierte.
Im 11. Jahrhundert gehörte die Insel der Familie Mozzi, die sie 1091 dem Klosterverband der Abtei Cluny des Benediktinerordens schenkte; nachdem die Insel an die Familie Fenaroli aus dem nahen Pilzone übergegangen war, die sie später an den Orden der Minderen Brüder verkaufte, wurde die Insel schließlich um 1783 in privaten Besitz verkauft.

## Christos künstlerische Installation 2016
Vom 18. Juni bis zum 3. Juli 2016 war die Isola di San Paolo ein Teil des temporären Kunstwerkes von Christo, der Installation The Floating Piers, die über begehbare, schwimmende Stege das Städtchen Sulzano auf dem Festland mit Peschiera Maraglio auf der Insel Monte Isola und mit Isola di San Paolo verband.